# Mellita quinquiesperforata
Mellita quinquiesperforata är en sjöborreart som först beskrevs av Nathanael Gottfried Leske 1778.  Mellita quinquiesperforata ingår i släktet Mellita och familjen Mellitidae. Inga underarter finns listade i Catalogue of Life.